# RUN (Sexy Zoneの曲)
「RUN」（ラン）は、Sexy Zoneの18作目のシングル。2020年8月5日にユニバーサルミュージックから発売された。

## 概要
本作は、ジャニーズ事務所とユニバーサルミュージックが共同で設立した「Top J Records」での第1弾シングルである。本作のリリースを受け、デビュー10周年を目前に、メンバーの個性、パフォーマンス、語学力などさまざまな可能性を武器に、今後は日本だけでなく海外進出も視野に入れて活動していくことが発表された。
販売形態はDVD付きの初回限定盤A、B、CDのみの通常盤、CDとグッズがセットになったUNIVERSAL MUSIC STORE限定盤の全4種類となっている。
表題曲である「RUN」はメンバーの中島健人とKing & Princeの平野紫耀のダブル主演ドラマ『未満警察 ミッドナイトランナー』の主題歌。スピード感溢れるロックなサウンドアプローチと、仲間（バディ）との絆、それを信じて前に突き進もうとするエモーショナルな歌詞が印象的な曲となっている。7月22日にはMVのショートバージョンが公開されたが、グループとしては初めて歌詞をフィーチャーしたリリックビデオのような出来上がりとなっている。
メンバーの松島聡は2018年から休養中のためCDには参加していないが、2020年9月12日に日本テレビ系で放送された大型音楽特番『THE MUSIC DAY』では、復帰後テレビ初出演となる松島が登場し、5人体制で「RUN」を初披露した。

## 特典・グッズ
3形態（初回限定盤A・初回限定盤B・通常盤）同時予約購入特典
- 32Pスペシャルブックレット
- 3CD&ブックレット収納
- シリアルコード特典（「RUN」ジャケットメイキング映像＆スペシャルメッセージ）

封入特典
- 初回限定盤A・初回限定盤B・通常盤 - シリアルコード入りプレゼントカード（待受画像4種より1種プレゼント）
- UNIVERSAL MUSIC STORE限定盤 - シリアルコード：マリウス20thバースデー動画（約2分）

グッズ
- UNIVERSAL MUSIC STORE限定盤 - クリアファイル（メンバーソロカット4種セット）

## チャート成績
2020年8月11日発表の「オリコン週間シングルランキング」で初週24.6万枚を売り上げ、初登場1位を獲得。前作「麒麟の子/Honey Honey」の初週16.0万枚を上回った。デビューからのシングル連続1位獲得作品数を18作連続に更新した。初週売上が20万枚を上回るのは、2014年11月に発売された8枚目シングル「君にHITOMEBORE」以来5年9か月ぶり、自身2作目となる。

## 収録曲

### CD

#### 通常盤・UNIVERSAL MUSIC STORE限定盤
1. RUN
作詞・作曲・編曲：渡辺拓也、ストリングスアレンジ：渡辺拓也・真部裕
  - 中島健人・平野紫耀（King & Prince）W主演 日本テレビ土曜ドラマ『未満警察 ミッドナイトランナー』主題歌
2. Small Love Song
作詞：Kanata Okajima・JAKAZ、作曲：MiNE・島田篤・Albin Nordqvist、編曲：島田篤
3. TOGETHER
作詞：Ms.Mimosa、作曲：Mr.Mustard、編曲：CHOKKAKU
4. RUN -Inst-
5. Small Love Song -Inst-
6. TOGETHER -Inst-

#### 初回限定盤A
1. RUN
2. Break Bad
作詞：EMI K.Lynn、作曲：Josef Melin・Christofer Erixon、編曲：Josef Melin、ブラスアレンジ：兼松衆
3. Break Bad -Inst-

#### 初回限定盤B
1. RUN
2. So Sick
作詞：MiNE、作曲：Jan Baars・Rajan Muse・Viktor Strand、MiNE、編曲：Jan Baars、Rajan Muse
3. So Sick -Inst-

### DVD

#### 初回限定盤A
1. 「RUN」Music Video
2. 「RUN」Music Video Making

#### 初回限定盤B
1. Sexy Zone特別企画 「ナゼ？だかRadioな感じでお送りする、Uwasa (噂) のアレコレ Sexy Zone News!!」（約41分）